# Adelchi Colnaghi

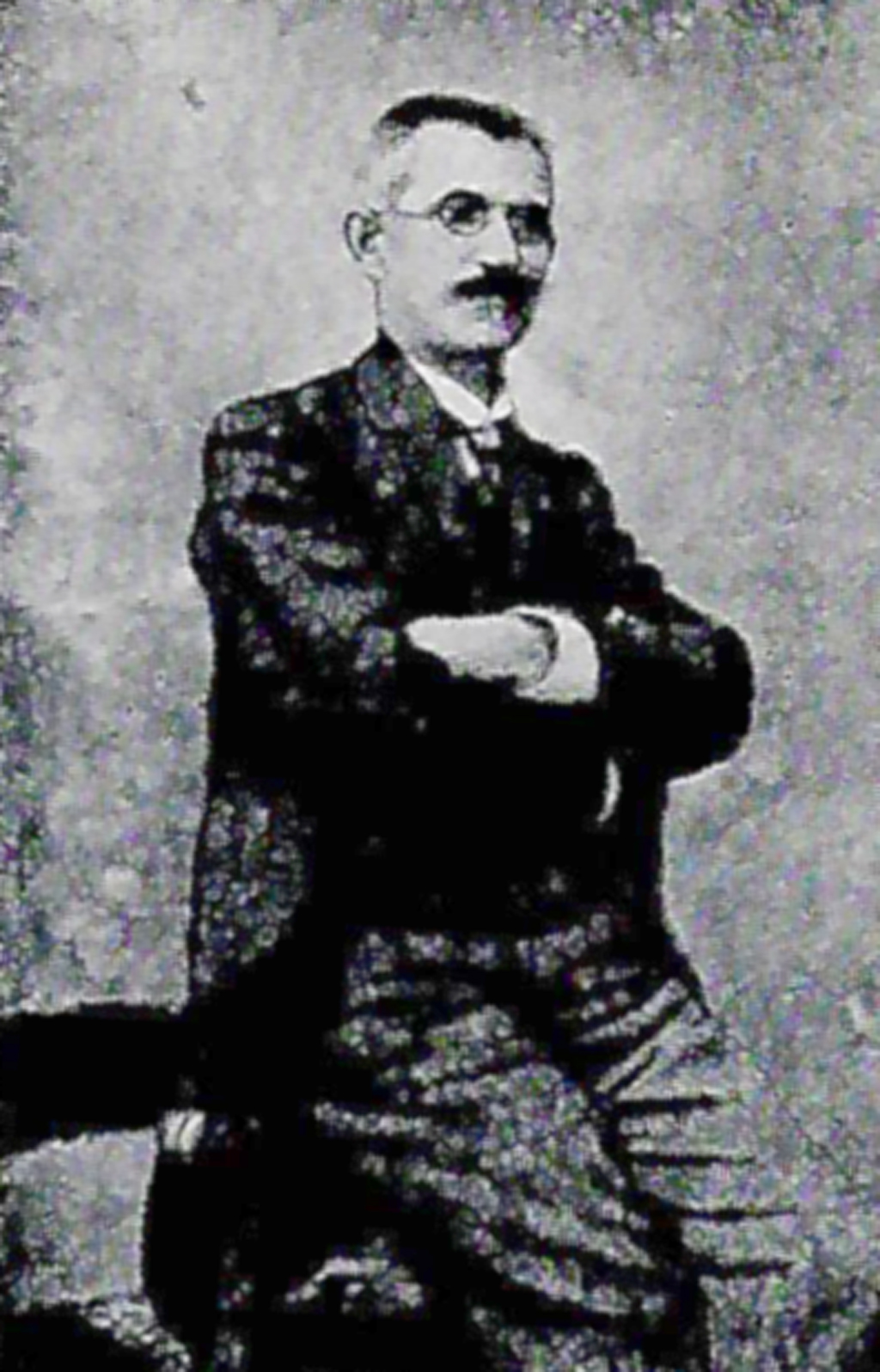
Adelchi Colnaghi.

Adelchi Colnaghi (Milão, ? — Milão, 1917) foi um educador e jornalista italiano ativo no estado brasileiro do Rio Grande do Sul na passagem do século XIX para o século XX. Foi um destacado porta-voz dos interesses das colônias italianas no estado e o fundador e diretor do principal e mais longevo jornal italiano da época, o Stella d'Italia.
Foi um dos primeiros jornalistas italianos a atuar no Brasil, e manteve sua base na capital do estado, Porto Alegre. Dirigiu vários periódicos voltados para a colônia italiana, como o Corriere Cattolico, que circulou de 1891 a 1895, e Il Commercio Italiano (1892). O mais destacado foi o jornal Stella d'Italia, fundado e dirigido por ele, sendo ainda um prolífico articulista. Anunciado em 7 de fevereiro de 1902, começou a circular em 30 de março. Saía às quintas e domingos com matérias variadas de interesse dos colonos, tinha o apoio de todas as principais sociedades italianas então existentes no estado, e constitui uma fonte valiosa para o conhecimento do processo colonizador do período. Segundo o historiador Mário Gardelin, que dedicou vários artigos ao jornal, "é uma fonte inexaurível de excelentes informações", e "permite-nos chegar a uma série de conclusões, que melhor esclarecem todo o movimento histórico da presença dos italianos em nosso estado". É uma das principais fontes de informação em particular sobre as escolas italianas. Contribuiu para fomentar a profissionalização do italiano e as redes de sociabilidade urbana, e deu voz às comunidades rurais e o aos empreendedores. O jornal recebeu uma menção honrosa na Exposição Universal de Milão de 1906. Para Fernando Ronna, o Stella tornou-se "o decano da imprensa italiana, por ter durado 23 anos, mantendo um programa honesto e austero, inspirado no caráter independente do fundador e diretor Adelchi Colnaghi". Sua longa duração foi "um caso ímpar na imprensa de língua italiana no Rio Grande do Sul", segundo Gelson Rech.
Colnaghi defendia a preservação dos valores e tradições italianas e o fomento das atividades coloniais, mantendo sua individualidade diante da ameaça de aculturação. Desejava que o patriotismo e o espírito cívico fossem estimulados e fortalecidos a fim de criar uma identidade étnica homogênea e consolidar a solidariedade entre as colônias dispersas. Em 1911 foi o representante de 22 sociedades italianas no Congresso de Italianos no Exterior, realizado em Roma. Foi membro da loja maçônica Ausônia, sustentava ideias liberais e anticlericais, e entrou várias vezes em atrito com o clero e as publicações católicas. Por muitos anos lutou pela criação de uma linha de navegação direta entre Gênova e o Rio Grande do Sul. A linha foi efetivamente criada, mas para seu pesar durou pouco tempo.
Manteve uma constante campanha na imprensa em favor da educação dos filhos dos colonos e da qualificação das escolas coloniais e padronização do seu currículo. Foi inspetor permanente das escolas mantidas pelas sociedades italianas de Porto Alegre, colaborava na elaboração dos exames semestrais, e em seus artigos fez um amplo diagnóstico da questão educacional italiana em todo o estado, propondo uma série de aperfeiçoamentos. Propôs a realização de um congresso estadual de escolas italianas com vistas a uma reforma no ensino que beneficiasse a todas, mas a ideia não recebeu apoio das autoridades estaduais e não se materializou. Também deu aulas particulares de contabilidade, de língua italiana e de língua francesa. Segundo Rech, 
"Seus textos revelam uma linguagem culta, uma fineza argumentativa, uma postura decidida, uma crítica severa e mordaz no que se refere à educação [...] Seu apoio às escolas se refletia no espaço que dava a elas em seu jornal: publicava informações a respeito do horário das aulas, período de férias, dados sobre os eventos de inauguração, informações sobre início do ano letivo e exames finais, cartas de professores de escolas das colônias italianas, anúncios de aniversário das escolas, descrição de solenidades, anúncio de festas com vistas a arrecadar fundos, propaganda de livros, oferta de aulas particulares, correspondências de outras escolas, cartas de agentes consulares sobre a educação, divulgação de escolas religiosas italianas, eventos culturais relacionados às escolas, homenagens a professores e notícias de escolas do interior do Estado, entre outras".
Morreu na pobreza em Milão em maio de 1917. Seu obituário no jornal Città di Caxias foi pródigo em elogios, ressaltando sua idoneidade, idealismo e energia. Disse que seu desaparecimento causou grande pesar em todas as colônias, e que "em todos os pontos do estado onde a alma italiana combate a bela luta pacífica do trabalho, surge luminosa sua figura de forte batalhador pela grandeza de sua pátria e pela prosperidade e progresso da colônia. [...] Adelchi Colnaghi deixa atrás de si o rastro brilhante da sua obra fecunda e beneficente. Ele desaparece, mas o seu nome, mais que o mármore, permanecerá incorrupto nas páginas da história colonial". No obituário d'O Brazil, foi dito que "prestou reais serviços à colônia italiana do Rio Grande do Sul, merecendo o respeito e a estima de todos os seus patrícios, conquistando também a consideração dos rio-grandenses, pelo interesse sempre demonstrado pelo extinto com tudo que se relacionava ao progresso do Rio Grande do Sul".